# 瑯琊鄭氏
瑯琊鄭氏（韓語：낭야 정씨）是朝鮮民族鄭姓的一個本貫，始祖为明朝末期进士，山东省琅琊鄭先甲。